# Pseudobombax argentinum
Pseudobombax argentinum är en malvaväxtart som först beskrevs av R. E. Fries, och fick sitt nu gällande namn av André Georges Marie Walter Albert Robyns. Pseudobombax argentinum ingår i släktet Pseudobombax och familjen malvaväxter. Inga underarter finns listade i Catalogue of Life.